# Savino di Spoleto
Savino, detto anche Sabino (III secolo – Spoleto, 303), è stato un vescovo italiano. Patrono di Ivrea, di Monte San Savino, e compatrono di Fermo.

## Agiografia
Operò per la conversione al cristianesimo dei pagani durante le persecuzioni anticristiane scatenate dall'imperatore Diocleziano. Predicò anche ad Assisi. Ritiratosi poi a vita eremitica, fu nominato vescovo di Spoleto.
Processato e condannato a morte, subì il martirio.
Secondo una leggenda devozionale, avrebbe "ridonato" la vista a un cieco mentre si trovava imprigionato, dopo aver subìto l'amputazione delle mani, suscitando l'interesse del suo stesso persecutore, vittima di una grave malattia della vista. Savino lo avrebbe incontrato, guarito e convertito, destando così le ire imperiali, tanto da essere bastonato a morte.

## Culto
Il nuovo Martyrologium Romanum cita al 7 dicembre: «A Spoleto in Umbria, ricordo di San Sabino, vescovo e martire.»
Nel VI secolo il suo culto si era già diffuso al di fuori dell'Umbria: nei mosaici della Basilica di Sant'Apollinare Nuovo, a Ravenna, l'ultimo della processione dei santi è appunto SCS SABINVS.
Nel 954 il duca di Spoleto, Corrado, figlio del marchese Berengario d'Ivrea, per scampare a una terribile pestilenza fuggì nelle terre paterne portando con sé le reliquie di san Savino, ritenendo così di proteggere Ivrea dall'epidemia. Secondo un'altra tradizione, all'origine della venerazione dei fedeli eporediesi sono i miracoli cagionati per l'intercessione del santo. Da allora Savino è patrono di Ivrea. Il 7 luglio, giorno della commemorazione liturgica, l'urna contenente le reliquie viene condotta in processione lungo le vie della città. In tal data viene svolta una Fiera del cavallo, animale importantissimo per la città sin dalla dominazione dei Salassi.
San Savino (Sancto Sabino) è anche compatrono di Fermo, città dove viene festeggiato il 16 agosto.
Risulta anche, però, che nell'anno 1667 Papa Innocenzo X diede ordine di traslare le reliquie di Savino, ritrovate nelle catacombe di Roma, nella chiesa parrocchiale di Agliano Terme, dove effettivamente sono tuttora custodite. La prima domenica di settembre del 1667, don Arullani, parroco di Agliano Terme, presiedette una processione sollenne et numerosa, con tutte le pompe et solennità possibili che accompagnò l'ingresso in chiesa delle reliquie, che vennero deposte in mezzo all'altare maggiore.
Era il patrono della distrutta città di Castro dove veniva venerato il 1º maggio.
È invece il frutto dell'errore di uno scrittore faentino del XVI secolo, Giovanni Antonio Flaminio, la tradizione secondo cui Savino avrebbe vissuto nel territorio della diocesi di Faenza (nella Selva Liba) e sarebbe stato il primo vescovo della città. Non è quindi nota l'identità del corpo conservato in un sarcofago all'interno del Duomo di Faenza recante l'iscrizione: In hoc marmoreo tumulo ossa beatissimi Savini episcopi et martiris requiescunt.